# 畠山紫音
畠山 紫音（はたけやま しおん、男性、1998年11月14日 - ）は、日本の俳優である。

## 出演

### 映画
- せかいのおわり（2004年、風間志織監督）
- 血と骨（2004年、崔洋一監督）
- 犯人に告ぐ（2007年、瀧本智行監督） - 翔太 役
- 青い鳥（2008年、中西健二監督）
- こちら葛飾区亀有公園前派出所 THE MOVIE 〜勝どき橋を封鎖せよ!〜（2011年、松竹） - トン吉 役
- だいじょうぶ3組（2013年、廣木隆一監督） - 和田祥太 役
- 映像研には手を出すな!（2020年、東宝） - 伝令太 役[1]

### テレビドラマ
2004年
- スカイハイ2（2004年、テレビ朝日）
- 対岸の彼女（2004年、WOWOW） - レン 役

2005年
- 女と愛とミステリー 指紋は語る（2005年11月23日、テレビ東京） - 谷口雄太 役

2006年
- クロサギ（2006年、TBS）
- セーラー服と機関銃（2006年、TBS）

2007年
- 演歌の女王（2007年、日本テレビ）
- モップガール 第5話（2007年11月9日、テレビ朝日） - 東重男（幼少） 役
- 歌姫 第7話（2007年11月23日、TBS）

2008年
- ロス:タイム:ライフ 第5節「幼なじみ編」（2008年、フジテレビ） - 森保甫（幼少） 役
- ギラギラ 第2話（2008年10月24日、テレビ朝日）

2009年
- 本日も晴れ。異状なし（2009年、TBS） - 新垣二郎 役
- トミカヒーロー レスキューフォース（2009年、テレビ東京） - 猪元晶樹 役
- こちら葛飾区亀有公園前派出所（2009年、TBS） - トン吉 役
- トミカヒーロー レスキューファイアー（2009年、テレビ東京） - 五十嵐ナオト 役

2010年
- 獣医ドリトル 第6話（2010年11月28日、TBS） - 中原和也 役

2011年
- 熱中時代（2011年、日本テレビ） - 上野紫音 役

2012年
- 放課後はミステリーとともに 第1話・第2話（2012年4月23日・30日、TBS） - 西原大輔 役
- 東野圭吾ミステリーズ 第10話「二十年目の約束」（2012年9月13日、フジテレビ） - 清水幸一（少年期） 役

2014年
- 同窓生〜人は、三度、恋をする〜 第1話（2014年7月10日）

2018年
- 婚外恋愛に似たもの （インターネット放送：2018年6月22日 - 8月10日、dtv / テレビ放送：2018年7月10日 - 8月28日、関西テレビ）

2019年
- 死役所 第7話（2019年11月27日、テレビ東京）

2020年
- 陰陽師（2020年3月29日、テレビ朝日系）
- 映像研には手を出すな!（2020年、MBS・TBS） - 伝令太 役

### テレビ番組
- MUSIC JAPAN なつやすみ☆こどもスペシャル（2011年8月14日、NHK総合） - トン吉 役[3]

### CM
- 花王 メリット - ナレーション
- ゼファーマ オイラックス
- 小学館 ピッカピカの1年生・5月号 YesNO編
- 日清食品 江戸そば・京うどん 江戸京伝説篇
- 小学館 小学一年生スタート号 なんでも読み隊
- 日本マクドナルド・ハッピーセット お茶犬篇・サーズアップノリノリキッズ篇・ゲゲゲの鬼太郎篇
- 東栄住宅 ブルーミングガーデン（2007年）
- ベネッセ 進研ゼミ小学講座 冬休み篇・新学期篇
- 日立 地球のために 電池篇・子供たち篇
- 日清食品 カレーどん兵衛争奪ジャンケン篇（2010年）

### 舞台
- 蝶々夫人（2003年、東京文化会館大ホール）[4]
- ミス・サイゴン（2004年、東宝） - タム 役
- ミュージカル『テニスの王子様』3rdシーズン（2016年 - 2018年） - 水野カツオ 役[5]
  - 青学vs六角（2016年12月22日 - 2017年2月12日、TOKYO DOME CITY HALL 他）[6]
  - コンサート Dream Live 2017（2017年5月26日 - 28日、横浜アリーナ）[7]
  - 青学vs立海（2017年7月14日 - 10月1日、TOKYO DOME CITY HALL 他）[8]
  - TEAM Party SEIGAKU・ROKKAKU（2017年10月26日 - 11月5日、AiiA 2.5 Theater Tokyo 他）[9]
  - 青学vs比嘉（2017年12月21日 - 2018年2月18日、TOKYO DOME CITY HALL 他）[10]
  - コンサート Dream Live 2018（2018年5月5日 - 6日、神戸ワールド記念ホール / 5月19日 - 20日、横浜アリーナ）[11]
- WBB Vo.13 「まわれ！無敵のマーダーケース！！」（2018年12月7日 - 16日、赤坂RED/THEATER） - 登塚 役[12][13]
- ハイパープロジェクション演劇 「ハイキュー!!」"東京の陣"（2019年4月5日 - 5月6日、梅田芸術劇場 シアター・ドラマシティ 他） - 小見春樹 役[14][15]